# 帕勞埃維蛇鰻
帕勞埃維蛇鰻，為輻鰭魚綱鰻鱺目糯鰻亞目蛇鰻科的其中一種，分布於中西太平洋的帛琉海域，棲息深度可達4公尺，體長可達12.6公分，棲息於底層海域，屬肉食性，生活習性不明。